# Boys Over Flowers
Boys Over Flowers (en coréen : 꽃 보다 남자 connu aussi sous le nom de Boys Before Flowers), est une série télévisée sud-coréenne en 25 épisodes d'environ 65 minutes, et l'une des adaptations du manga à succès Hana yori dango de l'écrivaine japonaise Yōkō Kamio paru de 1992 à 2003. La série est diffusée du 5 janvier 2009 au 31 mars 2009 sur KBS2.

## Signification du titre
Le titre est l'adaptation directe du titre japonais original signifiant Des garçons plutôt que des fleurs et traduit par Boys Over Flowers ou Boys Before Flowers en anglais.
Ce titre fait référence aux Flower Boys, appelés ainsi à cause de leur beauté. Il révèle toute l'histoire de cette série, qui suit l'évolution de ces Flower Boys qui se réduisaient d'abord à un aspect visuel, mais qui vont devenir de vrais hommes, dotés d'un cœur et de sentiments, sous l'influence de l'héroïne, jeune fille dénommée Jan Di, ce nom étant l'homonyme du mot signifiant pelouse en coréen.

## Synopsis
Jan Di est une fille ordinaire de classe moyenne, dont la famille possède un pressing située à Séoul. Là où se trouve également le prestigieux lycée Shinhwa, réservé à l'élite de la société. Cette luxueuse école abrite un groupe de 4 garçons, surnommés le F4 (Flower Four) qui sont les plus riches de l'école, mais surtout qui font régner la terreur à Shinhwa. En effet, quiconque va à l'encontre d'eux se retrouve affublé d'un carton rouge dans son casier et devient alors la cible de tous les élèves.
Alors que Jan Di se rend à Shinhwa pour livrer les vêtements de l'un des élèves, elle le sauve de justesse du suicide, qui avait été pris pour cible par le F4. Son acte héroïque va faire la une des journaux du pays et elle devient la Wonder Woman de la classe moyenne.
Pour faire taire la presse et le peuple, qui critiquent constamment les privilèges accordés aux élèves de cette école, la directrice de l'établissement et présidente du groupe Shinwha offre la possibilité à Jan Di d'étudier gratuitement dans cette prestigieuse école.
Malgré son refus, ses parents l'obligent à y aller, et très vite le comportement des F4, en particulier celui de Gu Jun-Pyo va l'exaspérer. Si bien que tout de suite après son arrivée, elle va lui tenir tête, chose qu’elle sera la première à faire. De là, une guerre sans merci s’ensuit entre elle et le F4. Cependant les membres commenceront à la trouver amusante par la suite.

## Distribution

### Acteurs principaux
- Ku Hye Sun : Geum Jan Di
- Lee Min-ho : Gu Jun Pyo
- Kim Hyun-joong : Yoon Ji Hoo
- Kim Bum : So Yi Jung
- Kim Joon : Song Woo Bin

### Acteurs secondaires
- Kim So Eun : Chu Ga Eul (meilleure amie de Jan Di)

- Kim Hyun Joo : Gu Joon Hee (sœur de Jun Pyo)
- Lee Hye Young : Kang Hee Soo (mère de Jun Pyo)
- Ahn Suk Hwan : Geum Il Bong (père de Jan Di)
- Im Ye Jin : Na Gong Joo (mère de Jan Di)
- Park Ji Bin : Geum Kang San (petit frère de Jan Di)
- Lee Min Jung : Ha Jae Kyung (fiancée de Jun Pyo)
- Lee Jung Gil : Yoon Seok Young (grand-père de Ji Hoo)
- Jung Ho Bin : Jung Sang Rok (chef secrétaire de Kang Hee Soo)

### Autres
- Lee Si Young : Oh Min Ji
- Gook Ji Yun : Choi Jin Hee / Ginger
- Jang Ja Yun : Park Sun Ja / Sunny
- Min Yeong Won : Lee Mi Sook / Miranda
- Kim Ki Bang : Bom Chun Sik (patron de Jan Di et Ga Eul)
- Song Suk Ho : Butler Lee (majordome de Jun Pyo)
- Kim Young Ok : Head Maid
- Im Ju Hwan : So Il Hyun (grand frère de Yi Jung)
- Park Soo Jin : Cha Eun Jae (premier amour de Yi Jung)
- Kim Min Ji : Jang Yoo Mi
- Kim Jong Jin : So Hyun Sub (père de Yi Jung)
- Jung Eui-chul : Lee Min Ha / Min Jae Ha (mannequin)
- Lee Hae Woo : Host Q (l'homme qui a drogué Jan Di, épisode 4)
- Lee Jung Joon : Gong Soo Pyo (petit ami de Ga Eul, épisodes 9-10)
- Moon Bin : Jeune So Yi Jung

## Générique
- Générique de début : Paradise par T-Max
- Générique de fin : Saison 1 ; Because I'm Stupid par SS501 et Making a Lover par SS501.

## Bande son
| Num.          | Titre                         | Artiste                       | Durée |
| ------------- | ----------------------------- | ----------------------------- | ----- |
| 1.            | "Paradise"                    | T-Max                         | 4:23  |
| 2.            | "Because I'm Stupid"          | SS501                         | 4:20  |
| 3.            | "Do You Know?"                | Someday                       | 4:12  |
| 4.            | "Stand By Me"                 | Shinee                        | 4:05  |
| 5.            | "Lucky"                       | Ashily                        | 4:00  |
| 6.            | "Starlight Tear"              | Kim Yoo-kyung                 | 4:04  |
| 7.            | "Some"                        | Seo Jin-young                 | 4:42  |
| 8.            | "One More Time"               | Tree Bicycle                  | 4:23  |
| 9.            | "I Know (Saxophone Inst.)"    | Oh Jun-seong and Lee Jung-sik | 2:04  |
| 10.           | "Dance With Me (Inst.)"       | Oh Jun-seong                  | 1:47  |
| 11.           | "Blue Flower (Inst.)"         | Oh Jun-seong                  | 1:46  |
| 12.           | "So Sad (Inst.)"              | Oh Jun-seong                  | 2:05  |
| 13.           | "Main Title (Paradise Intro)" | Oh Jun-seong and T-Max        | 0:51  |
| Durée totale: | Durée totale:                 | Durée totale:                 | 42:42 |

| Num.         | Titre                              | Artiste         | Durée |
| ------------ | ---------------------------------- | --------------- | ----- |
| 1.           | "Say Yes"                          | T-Max           | 3:28  |
| 2.           | "Wish Ur My Love"                  | T-Max feat. J   | 4:48  |
| 3.           | "Yearning Heart/feeling something" | A'ST1           | 3:06  |
| 4.           | "Making A Lover"                   | SS501           | 3:13  |
| 5.           | "What Do I Do"                     | Jisun           | 4:02  |
| 6.           | "Love Is Fire"                     | Kara            | 3:20  |
| 7.           | "Love U"                           | Howl            | 3:41  |
| 8.           | "Something Like Love"              | Brand New Day   | 4:30  |
| 9.           | "Tears Are Falling"                | Lee Sang-gon    | 4:10  |
| 10.          | "Cellogic"                         | Kim Young-min   | 2:04  |
| 11.          | "Approach"                         | Dong Yo         | 1:40  |
| 12.          | "Strange Sun"                      | Various artists | 3:40  |
| 13.          | "For The Sake Of Love"             | Park Hye-ri     | 2:02  |
| Durée totale | Durée totale                       | Durée totale    | 43:44 |

### Autres titres
- "My everything" by Lee Min Ho

## Diffusion internationale
- KBS2 : Lundi et mardi à 21h50 (2009)
- ABS-CBN (2009), Studio 23 (2010)
- 8TV
- CTV, GTV
- MediaCorp Channel 5
- Netflix
- TVB
- Indosiar
- BBTV Channel 7 Bangkok
- H1, TVM, HTV3
- SHAW Multicultural Channel
- Viva Platina
- Hulu, Netflix
- Panamericana Televisión
- SERTV
- BTV
- Ecuador TV
- Puerto Rico TV
- Euforia Lifestyle TV
- TV Derana : Tous les jours à 20 h 30
- El Arna
- Etc TV, MEGA
- TRT Okul
- MBC4

## Sorties en DVD
Aux États-Unis, YA Entertainment a sorti la série en deux coffrets DVD ; un volume a été publié en novembre 2009 et deux volumes en décembre 2009, en version originale avec sous-titres anglais.

## Récompenses
| Récompense                            | Catégorie                                                     | Cérémonie                | Référence |
| ------------------------------------- | ------------------------------------------------------------- | ------------------------ | --------- |
| 2009 KBS Drama Awards                 | « Récompense excellente pour une actrice » (Mid Length Drama) | Ku Hye Sun               |           |
| 2009 KBS Drama Awards                 | « Netizen Award »                                             | Ku Hye Sun               |           |
| 2009 KBS Drama Awards                 | « Award pour le meilleur nouvel acteur »                      | Lee Min Ho               |           |
| 2009 KBS Drama Awards                 | « Award pour la meilleure nouvelle actrice »                  | Kim So Eun               |           |
| 2009 KBS Drama Awards                 | « Meilleur Couple »                                           | Lee Min Ho et Ku Hye Sun | [ 1 ]     |
| Seoul International Drama Awards 2009 | « Award pour le meilleur acteur » (Prix pour la popularité)   | Kim Hyun-joong           | [ 2 ]     |
| Seoul International Drama Awards 2009 | « Award pour le meilleur Drama » (Prix pour la popularité)    | Boys Over Flowers        | [ 2 ]     |
| 45e PaekSang Arts Awards              | « Award pour le meilleur nouvel acteur »                      | Lee Min Ho               |           |
| 45e PaekSang Arts Awards              | « Award pour la popularité »                                  | Kim Hyun-joong           |           |
| Arirang TV                            | « Meilleur couple avec Kim Bum »                              | Kim So Eun               |           |
| Arirang TV                            | « Meilleur couple avec Kim So Eun »                           | Kim Bum                  |           |